# La Fiancée vendue (film)
Pour l'opéra-bouffe, voir La Fiancée vendue.
Pour plus de détails, voir Fiche technique et Distribution.
La Fiancée vendue (en  allemand : Die verkaufte Braut) est un film allemand réalisé par Max Ophüls, sorti en 1932.
Le film est une adaptation de l'opéra-comique La Fiancée vendue du compositeur tchèque Bedřich Smetana, créé en mai 1866 à Prague, sous le titre original Prodaná nevěsta.

## Distribution
rôles principaux
- Max Nadler : le bourgmestre
- Maria Janowska : sa femme
- Jarmila Novotná : Marie, sa fille
- Otto Wernicke : Kezal, le marieur
- Hermann Kner : Micah
- Paul Kemp : Wenzel, son fils
- Karl Valentin : Monsieur Loyal
- Liesl Karlstadt : sa femme
- Annemarie Sörensen : Esmeralda, leur fille adoptive
- Willi Domgraf-Fassbaender : Hans, un postillon

rôles secondaires (non crédités au générique)
- Hans Appel
- Beppo Brem : un jeune paysan
- Lotte Deyers
- Max Duffek
- Therese Giehse : Photo Concession Barker
- Trude Haefelin
- Georg Holl : le deuxième policier
- Kurt Horwitz : chanteur
- Lothar Körner
- Dominik Löscher
- Eduard Mathes-Roeckel
- Karl Riedel : le premier policier
- Richard Ryen : le conseiller financier
- Max Schreck : Muff, un comédien
- Mary Weiß
- Ernst Ziegler